# Amanda Kimmel
Amanda Kimmel (* 3. August 1984 als Amanda Lee Kimmel in Billings, Montana) ist ein US-amerikanisches Model, ehemalige Schönheitskönigin und Schauspielerin.

## Leben und Karriere
Amanda Kimmel wurde im Jahr 2005 zur Miss Montana gewählt, was ihr in den beiden vorherigen Jahren nicht gelang. Im gleichen Jahr trat sie dann bei der Wahl zur Miss USA und Miss Earth an.
Von 2007 bis 2010 spielte Kimmel in der US-amerikanischen Realityserie Survivor in 44 Folgen, aufgeteilt in drei Staffeln, mit. 2008 und 2011 trat sie in zwei Folgen der kanadischen Realityserie Reality Obsessed auf. Im Jahr 2009 erhielt Kimmel eine Rolle in dem Actionfilm Into the Blue 2 – Das goldene Riff, einer Direct-to-DVD-Produktion. Dabei stand sie neben ihrer damaligen Konkurrentin Parvati Shallow, sowie Chris Carmack, Laura Vandervoort, Audrina Patridge und Marsha Thomason vor der Kamera. Im Jahr 2010 folgten weitere Auftritte in Filmen wie in der Komödie Cinema Salvation oder dem Kurzfilm Frank Saves the Day. Für die Serie Parenthood verkörperte Kimmel einen weiblichen Partygast in der Folge Date Night. 
Zuletzt stand sie für die Filme Bamboo Shark und All Together Now als Darstellerin vor der Kamera.

## Filmografie (Auswahl)
- 2007–2010: Survivor (Fernsehserie, 44 Folgen)
- 2009: Into the Blue 2 – Das goldene Riff (Into the Blue 2: The Reef)
- 2010: Cinema Salvation
- 2010: Frank Saves the Day (Kurzfilm)
- 2010: Parenthood (Fernsehserie, Folge 2x04 Date Night)